# Romanismo (arte)

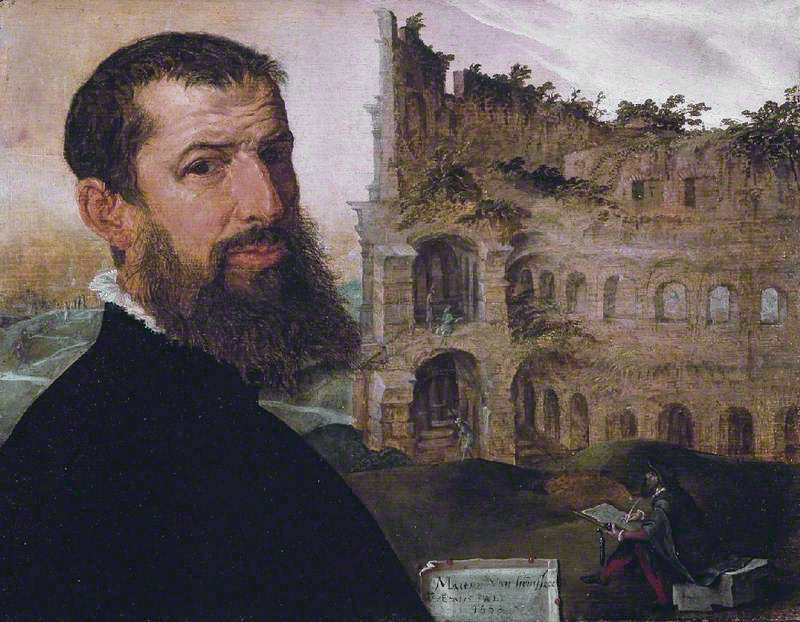
Maarten van Heemskerck, Autoritratto a Roma con il Colosseo (1553)

Con i termini di romanismo e romanisti ci si riferisce a quel gruppo di pittori provenienti dai Paesi Bassi che nel XVI secolo visitarono Roma e subirono l'influenza degli artisti italiani del periodo, in particolare Michelangelo con gli affreschi della Cappella Sistina, Raffaello con gli affreschi delle Stanze Vaticane, gli allievi di Raffaello come Giulio Romano, Polidoro da Caravaggio e Perin del Vaga.
Inoltre esercitarono un grande fascino su questi artisti anche i monumenti e i manufatti classici sopravvissuti in Roma.
Verso la fine del secolo anche altre località attirarono questi pittori nordici. A Venezia le opere e lo stile di Domenico Tintoretto furono studiati ed imitati; a Firenze, gli artisti più popolari da questo punto di vista furono Rosso Fiorentino, il Vasari e gli scultori attivi durante il periodo; in Emilia, il Parmigianino ed i suoi seguaci.
In Olanda e nelle Fiandre fu istituita la Gilda dei romanisti, a cui potevano aderire solo pittori che avevano visitato Roma e che fu attiva anche nel XVII secolo.
Tra gli artisti più rappresentativi di questa corrente vi furono Mabuse, Maarten van Heemskerck, Quentin Massys e Marinus van Reymerswaele.